# Fratello di un altro pianeta
Fratello di un altro pianeta (The Brother from Another Planet) è un film del 1984 scritto e diretto da John Sayles.

## Trama
Inseguito da due robot vestiti in nero, dalle movenze molleggiate e dall'esilarante vocabolario, infarcito di luoghi comuni della cultura americana, piomba su Ellis Island, sulla sua navicella spaziale, un fuggiasco, muto, di pelle nera. Elementi rivelatori della sua natura aliena sono i piedi, con tre dita artigliate, e la capacità di sanare circuiti elettronici e tessuti umani, mediante l'apposizione delle mani.
A dispetto del suo mutismo, riesce a stabilire un'immediata simpatetica comprensione col mondo di marginali con cui entra in contatto, dagli avventori di un locale di Harlem, nostalgici degli antichi splendori della zona, ad un predicatore rasta, sedicente Virgilio, che gli svela gli orrori della novella Babilonia. Rapito dalla sua voce, ama una cantante jazz (Dee Dee Bridgewater) che ha conosciuto momenti migliori e ne è teneramente riamato. Scatena la sua collera contro un ricco trafficante bianco di droga, responsabile della morte per overdose di un giovane nero, da cui, pure, era stato aggredito e rapinato.
Ma soprattutto crea, attorno a sé, una rete di solidarietà e amicizia che gli permette di sottrarsi alla caccia dei due ottusi sbirri.

## Commento
Profondo conoscitore del sistema hollywoodiano, dal quale, soprattutto nella sua qualità di consulente alle sceneggiature, ricava i mezzi per finanziare, in tutta autonomia, i suoi film, John Sayles veicola spesso - così ad. es. nel western Stella solitaria - la sua attenzione ai temi sociali nelle convenzioni del cinema di genere.
In questo Il fratello di un altro pianeta, il tema della solidarietà tra gli oppressi e gli emarginati trova espressione in un film di fantascienza. Un genere in cui il talentuoso regista si era già impegnato, sia collaborando alla sceneggiatura di E.T., sia come autore della ricca sceneggiatura di I magnifici sette nello spazio (Jimmy T.Murakami, 1980). Nel suo saggio Il cinema indipendente americano (2005), Geoff King rileva come alla base della scelta per il cinema di genere sia l'esigenza di un coinvolgimento emotivo immediato dello spettatore, evitando mediazioni stilistiche eccessivamente razionalistiche (al proposito, King fa riferimento al dibattito tra György Lukács e Bertolt Brecht). E infatti il mondo che il "fratello" si trova a frequentare è ricco di personaggi che non si può non amare immediatamente, siano essi gli avventori neri del locale di Odell o i due progettisti bianchi dell'Indiana capitati per errore ad Harlem (sono scesi ad una fermata sbagliata della metropolitana) che, dopo aver bevuto per ore insieme al muto extraterrestre, dichiarano "Se la gente si sedesse e parlasse più spesso...Comunicazione. È tutto lì".
John Sayles è produttore, regista, sceneggiatore e montatore di questo lungometraggio che gli procura i primi riconoscimenti internazionali. Con lui alcuni degli attori con cui ha costruito uno stretto rapporto di amicizia e complicità e che lo accompagneranno in molti lavori successivi: il protagonista Joe Morton e David Strathairn che fa coppia col regista nel ruolo di "man in black" (il riferimento al cantante folk e rock Johnny Cash è assolutamente testuale).